# Borys Chambul
Borys M. Chambul (ur. 17 lutego 1953 w Toronto) – kanadyjski lekkoatleta, dyskobol, chiropraktyk.

## Kariera sportowa
Na igrzyskach olimpijskich w Montrealu w 1976 uplasował się na 24. pozycji w kwalifikacjach rzutu dyskiem i nie awansował do finału. Zdobył złoty medal igrzysk Wspólnoty Narodów w 1978 w Edmonton, przed Bradleyem Cooperem z Bahamów i swym kolegą z reprezentacji Kanady Robertem Grayem. Na igrzyskach panamerykańskich w 1979 w San Juan zajął piąte miejsce. 
Pięciokrotnie był mistrzem Kanady w rzucie dyskiem w latach 1976–1978, 1980 i 1982.
21 lipca 1976 w Montrealu Chambul ustanowił rekord Kanady rzutem na odległość 65,40 m. Rekord ten przetrwał do 1991.